# Journal of the American Medical Association
JAMA: The Journal of the American Medical Association ist eine internationale peer-reviewte allgemeine medizinische Fachzeitschrift, die 48-mal jährlich erscheint und von der American Medical Association veröffentlicht wird. JAMA ist weltweit die am weitesten verbreitete medizinische Fachzeitschrift.
Seit ihrer Gründung 1883 durch die American Medical Association ist JAMA kontinuierlich erschienen, mit Originalforschungen, Reviews, Kommentaren, Leitartikeln, Aufsätzen, medizinischen Nachrichten, Korrespondenz und zusätzlichen Inhalten (z. B. den Abstracts des Morbidity and Mortality Weekly Report).  Erster Redakteur war Nathan Smith Davis, Gründer der American Medical Association; heute hat Howard Bauchner diese Stellung inne. Laut ISI Web of Knowledge lag im Jahr 2014 der Impact Factor bei 35,289, damit liegt die Zeitschrift in der Kategorie allgemeine und innere Medizin an dritter Stelle (von 153 Zeitschriften) nach The New England Journal of Medicine und The Lancet.
1999 wurde der Chefredakteur des JAMA, George D. Lundberg, vom damaligen frisch ernannten AMA-Exekutivdirektor Ratcliffe Anderson entlassen. Lundberg hatte eine Studie des Kinsey Institute for Sex Research (Autorinnen waren June Reinisch und Stephanie Sanders) veröffentlicht, in der 59 % der 599 befragten Studierenden an einer Staatsuniversität im Mittleren Westen angegeben hatten, dass sie Oralverkehr nicht als Sex einstuften.  Zu jenem Zeitpunkt war in den USA eine Kontroverse über die Frage entbrannt, ob US-Präsident Bill Clinton gelogen habe, als er sagte, er habe niemals „Sex“ mit Monica Lewinsky gehabt. Die AMA war ein Gegner der gescheiterten Gesundheitsreform der Clinton-Regierung und spendete in den 1990er Jahren deutlich mehr Geld für den Wahlkampf republikanischer Kandidaten als für den von Demokraten. Später wurde Anderson aufgrund anderer Streitigkeiten mit dem Vorstand der AMA selbst entlassen.